# Cilieni
Cilieni é uma comuna romena localizada no distrito de Olt, na região de Oltênia. A comuna possui uma área de 53.66 km² e sua população era de 3372 habitantes segundo o censo de 2007.